# 林錦文
林錦文（1921年—1953年3月7日），是台灣獨立運動人士，出生於日治台灣的彰化郡，畢業於台中州立彰化商業學校，1942年參加日本海軍志願兵，被派至菲律賓戰場，之後赴日本本土接受情報人員訓練，後任臺灣日軍警備本部情報員、臺籍日軍軍屬特工隊指導員，戰末曾被美軍俘虜。二二八事件時因參與組建台灣獨立黨於臺中被捕，1952年底被保安司令部判處死刑，1953年被槍決。

## 外部連結
- 戰櫻：1950年代台獨志士林錦文 （页面存档备份，存于）
- 臺灣獨立黨案——林錦文 （页面存档备份，存于）
- 敬邀參加5/28泰源起義紀念會 （页面存档备份，存于）
- 黑銘單拼圖》最早的臺獨組織 廖文毅與陳智雄的故事 （页面存档备份，存于）